# The Back Story
The Back Story is de achtste aflevering van het derde seizoen van het tienerdrama Beverly Hills, 90210, die voor het eerst werd uitgezonden op 16 september 1992.

## Verhaal
Als de SAT's worden gehouden op school, zet Brenda de rookverslaving die ze in Parijs opdeed voort.. Ondertussen komt ze in aanraking met Beth Nielsen, een verslaggeefster van een roddelprogramma. Samen met Brenda besluit ze een documentaire te maken die in gaat tegen de stereotypes die men heeft over Beverly Hills. Als de baas van Beth de documentaire saai vindt, is ze gedwongen het dusdanig te monteren, dat ze slecht worden afgebeeld. Uiteindelijk praten ze in de documentaire over Steve's emotionele gebrekken, Kelly's arrogante houding en Donna's leerproblemen. Als ze dit op televisie zien, denken ze dat Brenda dit met opzet hebben gedaan en willen niet meer met haar omgaan.
Nikki zet haar zinnen op Brandon en probeert zo vaak mogelijk bij hem te zijn. Brandon heeft echter geen interesse in haar en begint zich op loop den duur zelfs aan haar te ergeren. Als Andrea hem vertelt dat hij duidelijk moet zijn geen interesse in haar te hebben, wijst hij haar op een botte manier af, waarmee hij Nikki flink van zich afstoot. Al gauw heeft hij berouw en als hij het goed probeert te maken, ontdekt hij dat hij gevoelens voor haar heeft en zoent haar.
Ondertussen heeft Steve een sleutel aangeboden gekregen van medeleerling B.J., die alle sloten in de school zou openen. Hij twijfelt of hij dit wil accepteren, aangezien hij stiekem toch wel een paar gegevens over zichzelf wil veranderen die invloed kunnen hebben op de toelatingen op universiteiten. Als Brandon tegen hem zegt dat hij hier misschien ooit spijt van zou krijgen, wijst Steve het aanbod af. Dylan geeft toe geen interesse te hebben in de universiteit, hetgeen Brenda maar moeilijk kan accepteren. Zij is namelijk fanatiek bezig met haar toekomst en ergert zich eraan dat Dylan het koud laat.
Als iedereen door de documentaire is opgezet tegen Brenda, wordt haar rookverslaving sterker. Beth bleek echter ontslag genomen te hebben uit schuldgevoelens en zegt tegen Brenda's vrienden dat Brenda net zozeer een slachtoffer is als zij en dat ze alleen goede bedoelingen had. Uiteindelijk maken ze het goed met Brenda.

## Rolverdeling
- Jason Priestley - Brandon Walsh
- Shannen Doherty - Brenda Walsh
- Jennie Garth - Kelly Taylor
- Ian Ziering - Steve Sanders
- Gabrielle Carteris - Andrea Zuckerman
- Luke Perry - Dylan McKay
- Brian Austin Green - David Silver
- Tori Spelling - Donna Martin
- Carol Potter - Cindy Walsh
- James Eckhouse - Jim Walsh
- Joe E. Tata - Nat Bussichio
- Dana Barron - Nikki Witt
- Kamala Lopez-Dawson - Beth Nielsen
- Josh Taylor - Jack McKay
- Denise Dowse - Mrs. Yvonne Teasley
- Brooke Langton - Suds Lipton
- Michael Cudlitz - Tony Miller